# Eric A. Cornell
Eric Allin Cornell (Palo Alto, California, 19 de diciembre de 1961) es un físico que, junto con Carl E. Wieman, sintetizaron el primer condensado de Bose-Einstein en 1995. Por estos avances, Cornell, Wieman, y Wolfgang Ketterle compartieron el Premio Nobel de Física en 2001.
Cornell nació en Palo Alto, California. Actualmente es profesor en la Universidad de Colorado. En octubre de 2004 su brazo izquierdo y su hombro fueron amputados para parar una necrosis, debido a una enfermedad. Pero ya en abril de 2006 regresó a su trabajo.